# أولاف ميسدالشاغين
أولاف ميسدالشاغين (17 مارس 1903 - 21 نوفمبر 1959) هو سياسي نرويجي في حزب العمل، ومعروف جدًا لتوليه منصب وزير الاقتصاد النرويجي من ديسمبر عام 1947 إلى نوفمبر 1951، ووزير الزراعة النرويجي من يناير 1955 إلى مايو 1956. كان أيضًا عضوًا في البرلمان لفترة طويلة، إذ انتُخب أول مرة في الانتخابات البرلمانية عام 1936، وبقي يشغل المنصب في البرلمان حتى موته، باستثناء الفترة بين عامي 1940 و1945 التي حُل فيها البرلمان النرويجي نتيجةً لاحتلال النرويج من قبل ألمانيا النازية. جاء موته في منتصف فترته الخامسة في البرلمان وبعد فترة قصيرة من خطاب برلماني ألقاه.
قانوني بالمهنة، وينحدر من عائلة متواضعة. ترعرع في مزرعة حقلية في ريف منطقة نورد أردال وفقد والده في عشرينيات القرن الماضي. عاد إلى مقاطعة نورد أردال بعد إنهاء الدراسة وعمل هناك بصفته محاميًا، وبنى تنظيم حزب العمل في المنطقة. بسبب خلفيته، كان هدفه السياسي الأساسي هو تطوير اقتصاد المقيمين في المناطق الريفية الزراعية. كان من دعاة التنظيم الاقتصادي وهو ما ميز فترته عندما شغل منصب وزير الاقتصاد، ولكن فترته في الوزارة رُسمت بسيطرة إيريك بروفوس ووزارة التجارة في تقرير السياسة المالية الكلية للدولة. عندما خلف ترايجيف بارتيلي أولاف في وزارة الاقتصاد، استعادت الوزارة سيطرتها، ولكنها أيضًا حددت رفع قيود تدريجي. جعله ذلك، بالإضافة لمعارضته للإنفاق المتزايد على الدفاع، شخصيةً معارضة داخل حزب العمل. عاد بعد فترة قصيرة إلى الحكومة، إذ تولى منصب وزير الزراعة، وتعاون مع الحكومة أيضًا من خلال توليه منصب رئيس مجلس إدارة شركة نورج كوب، وهي جمعية وطنية لتعاونيات المستهلكين. ومع ذلك، كبرت ميوله المعارضة في أواخر حياته. كان جزءًا من «الصعود الشرقي» عام 1958. وفي عامي 1958 و1959، دارت شائعات أن أولاف كان يعمل من خلف الكواليس لتغيير أشخاص وسياسات في حزب العمل. توفي في تلك الفترة.

## نشأته ومسيرته المهنية

### نشأته وتعليمه
ولد أولاف ميسدالشاغين في السابع عشر من مارس عام 1903 في مقاطعة نورد أردال، وهو ابن أولي ميسدالشاغين، الملّاك الصغير والنجار، وماريت ميرين. عاشت العائلة في مزرعة مسيجة قديمة في هاغين في مقاطعة سكروتفال. درس أولاف في مدرسة فالدريس الشعبية الثانوية من 1920 حتى 1921، ودرس المرحلة الثانوية في مقاطعة فوس بين عامي 1921 و1925 بدعم مادي من أخوته، توفي والده عام 1924. حصل أولاف على الشهادة الأكاديمية عام 1925، وسجل في الدراسات القانونية في جامعة فريدريك الملكية (تُعرف حاليًا بجامعة أوسلو). خلال دراسته، انخرط أولاف بالفرع الطلابي لتنظيم اللغة النرويجية، وتأثر بالمجموعة الثورية «موت داغ»، ولكنه لم يصبح عضوًا فيها أبدًا. تخرج من الجامعة بشهادة في القانون عام 1932.

### مسيرته السياسية قبل الحرب
انخرط أولاف في السياسة عندما كان في المدرسة في مقاطعة فوس، وترأس فرع حزب العمل في نورد أردال من عام 1927 حتى عام 1940، وترأس الفروع المحلية في مقاطعة فالدريس من عام 1930 حتى 1932 وفاجيرنيس من 1931 حتى 1934. بين عامي 1931 و1940، كان عضوًا في مجلس حزب العمل. انتُخب عضوًا عن مجلس مقاطعة نورد أردال عام 1931، وأعيد انتخابه ليشغل المنصب حتى عام 1940. شغل منذ عام 1934 منصبًا في لجنة المجلس التنفيذية. أمضى حياته العملية في فاجرينيس حيث فتح مكتب محاماة عام 1933. ترأس أيضًا مجلس المقاطعة للتحكم في أمور الديون بين عامي 1935 و1940. كان لذلك أثر كبير على مسيرته السياسية اللاحقة، إذ سعى لتحسين اقتصاد المقاطعات الريفية النرويجية وخاصةً من خلال الزيادة المركزة على وارد المزارعين، وفضل أيضًا التأمين بنسبة منخفضة بحيث تبلغ 2.5%.
خلال الفترة بين عامي 1934 و1936، شغل منصب نائب عضو في البرلمان النرويجي عن دائرة أوبلاند الانتخابية. في انتخابات عام 1936، انتُخب بمقعد عادي في البرلمان، وكان أصغر عضو في البرلمان في ذلك الوقت.

### الحرب العالمية الثانية
عندما عدل البرلمان الدستور عام 1938 لتصبح الفترة الانتخابية أربع سنوات بدل أن تكون ثلاثًا، بقي النواب المنتخبون عام 1936 في مقاعدهم عام 1940. في التاسع من أبريل من ذلك العام، غزت ألمانيا النرويج واحتلتها كجزء من الحرب العالمية الثانية. أعقب الغزو الألماني انقلاب بُث عبر الإذاعة قرأه فيدكون كويسلنيغ، وأُرسل الديبلوماسي الألماني كورت براوير إلى النرويج للمطالبة بتنحي الملك النرويجي هاكون السابع وحكومة نيجاردسفولد. رُفض ذلك مبدئيًا، إذ اجتمع البرلمان في التاسع من أبريل في إليفروم وأطلق سلطة إليفروم التي تخول الملك والحكومة بالمتابعة بتمثيل النرويج. كانت النرويج وألمانيا في حالة حرب واستمر القتال عدة أشهر، ولكن عندما استسلمت الأراضي النرويجية الرئيسية في العاشر من يونيو عام 1940، فُتحت مفاوضات جديدة مع النازيين، ما أدى إلى تقديم طلب من رئاسة برلمان النرويج إلى الملك والحكومة المنفيين للتنحي. كانت القضية مثيرة للجدل، ما أدى إلى انقسام المجموعة البرلمانية الخاصة بحزب العمل. وافق أولاف أن على الملك التنحي، وفعل مثله أغلبية المجموعة البرلمانية. عندما بث الملك رفضه للتنحي من خلال راديو «بي بي سي» في الثامن من يوليو عام 1940، أصبح ذلك مشهورًا بجملة «لا الملك».
شددت ألمانيا قبضتها على المجتمع النرويجي، وأصبح البرلمان منتهي الصلاحية خلال بقية الفترة التي احتلت فيها ألمانيا النرويج. أصبح أولاف شخصية بارزة في حركة المقاومة النرويجية ضد الحكم الألماني، إذ شغل منصب قائد قطاع ميلروغ في مقاطعة فالدريس. غادر النرويج عام 1944 وتسلل إلى السويد، إذ أصبح سكرتير مكتب اللاجئين في ستوكهولم حتى عام 1945. في فترة قصيرة من عام 1945، عمل أولاف بصفته مستشار في لندن لتنسيق خلايا ميلروغ (حركة المقاومة النرويجية).

## المسيرة المهنية بعد الحرب

### السنوات الأولى بعد الحرب
في الانتخابات البرلمانية الأولى بعد الحرب عام 1945، أُعيد انتخاب أولاف لفترة برلمانية ثانية. لم يكن واضحًا ما إذا كان سيُرشح للتصويت، وهذا لم يكن اعتياديًا لأعضاء حزب العمل الذين وافقوا في صيف عام 1940 على تنحي الملك، ولكن يبدو أن خدمة أولاف في الميلورغ شفعت له. كان عضوًا في اللجنة القائمة على الاقتصاد والجمارك، وأمين لجنة أوراق الاعتماد التحضيرية، وأصبح عضوًا في اللجنة القائمة على العدالة في ديسمبر عام 1946. كان أولاف أيضًا عضو مجلس إدارة بنك دولة النرويج للسكن من عام 1946 حتى عام 1953.